# Heinrich Adolph Jentsch
Heinrich Adolph Jentsch, normalisiert auch Heinrich Adolf Jentsch (* 18. Mai 1818 in Zittau, Königreich Sachsen; † 8. Januar 1896 in Dresden), war ein deutscher evangelisch-lutherischer Pfarrer und Autor.

## Leben und Wirken
Nach dem Besuch des Gymnasiums in seiner Geburtsstadt Zittau und dem Theologiestudium an der Universität Leipzig wurde er 1848 evangelisch-lutherischer Pfarrer in Kohren in der Ephorie Penig. 1869 wurde er zum Königlich Sächsischen Kirchen- und Schulrat bei der Kreisdirektion in Bautzen ernannt. Nach seiner Pensionierung zog er in die Residenzstadt Dresden, wo er 1896 starb.

## Publikationen (Auswahl)
- „Wohin sollen wir gehen?“ Predigt bei der allgemeinen Lehrerconferenz der Ephorie Penig gehalten. Dörffling u. Fr., Leipzig 1850.
- „Das Loos ist uns gefallen aufs Lieblichste.“ Predigt bei gleicher Veranlassung gehalten. Voigt, Penig 1854.
- Leichenpredigt bei der Beisetzung des wohlgebornen Guts-, Lehns- und Erbherren Hermann von Schlorke. Voigt, Penig 1857.
- Ordnung des lutherischen Hausgottesdienstes betreffend. Dresden 1862 (Vortrag bei der allgemeinen Pastoralconferenz zu Dresden 1862).
- Die wichtigeren Begriffe des kleinen Katechismus Luthers, eine Arbeit der Kohrener Lehrerconferenz, mit Vorwort. Voigt, Penig 1867 ff.
- Votum über den Entwurf einer Kirchenvorstands- u. Synodalordnung für die evangelisch-lutherische Kirche Sachsens, von den Geistlichen der Ephorie Penig. Voigt, Penig, 1868.
- „Was soll uns bleiben, ob jetzt unsere Wege sich trennen?“ Abschiedspredigt in der Kirche zu Kohren über 1. Cor. 13, 13 gehalten. Voigt, Penig 1868.
- Votum über den Entwurf einer Kirchen-Vorstands- und Synodalordnung für die evangel.-luther. Kirche Sachsens von den Geistlichen der Ephorie Penig. Penig 1868.
- „Kommet, denn es ist Alles bereit!“ Rede bei der Weihe des neuen Bet- und Schulhauses in Ostritz, nebst Ordinationsrede, (im 5. Rechenschaftsbericht des Comités zur Begründung einer evangelisch-lutherischen Kirchengemeinde zu Ostritz.) Löbau 1872.
- Rede bei der Eröffnung des Seminars zu Löbau am 23. Mai 1873, nebst der Rede des Seminardirector Grüllich. Löbau. Löbau 1873.